# Чимичагуа
Чимичагуа (исп. Chimichagua) — город и муниципалитет на северо-востоке Колумбии, на территории департамента Сесар.

## История
Поселение из которого позднее вырос город было основано 8 декабря 1748 года доном Хосе Фернандо де Мьер-и-Гуэрро и первоначально называлось Нуэстра-Сеньора-Пурисима-Консепсьон-де-Чимичигуа (Nuestra Señora Purísima Concepción de Chimichagua). Муниципалитет Чимичагуа был выделен в отдельную административную единицу в 1892 году.

## Географическое положение

Муниципалитет Чимичагуа

Город расположен в западной части департамента, к северу от болотистой местности Сапатоса, на расстоянии приблизительно 144 километров к юго-юго-западу (SSW) от Вальедупара, административного центра департамента. Абсолютная высота — 42 метра над уровнем моря.

Муниципалитет Чимичагуа граничит на севере с муниципалитетом Астреа, на юге — с муниципалитетами Пайлитас и Тамаламеке, на востоке — с муниципалитетами Чиригуана и Курумани а также с территорией департамента Северный Сантандер, на западе — с территорией департамента Магдалена. Площадь муниципалитета составляет 1569 км².

## Население
По данным Национального административного департамента статистики Колумбии, совокупная численность населения города и муниципалитета в 2012 году составляла 30 830 человек.
Динамика численности населения муниципалитета по годам:
| 2005   | 2006   | 2007   | 2008   | 2009   | 2010   | 2011   | 2012   |
| ------ | ------ | ------ | ------ | ------ | ------ | ------ | ------ |
| 30 993 | 30 959 | 30 950 | 30 942 | 30 921 | 30 901 | 30 877 | 30 830 |

Согласно данным переписи 2005 года мужчины составляли 51,8 % от населения Чимичагуа, женщины — соответственно 48,2 %. В расовом отношении белые и метисы составляли 90,7 % от населения города; негры, мулаты и райсальцы — 9,2 %; индейцы — 0,1 %.
Уровень грамотности среди всего населения составлял 79,9 %.

## Экономика
Основу экономики Чимичагуа составляют сельскохозяйственное производство и рыболовство.

73,6 % от общего числа городских и муниципальных предприятий составляют предприятия торговой сферы, 15,9 % — предприятия сферы обслуживания, 7,8 % — промышленные предприятия, 2,7 % — предприятия иных отраслей экономики.